# SN 2005gl
SN 2005gl – supernowa typu IIn odkryta 26 października 2005 roku w galaktyce NGC 266. W momencie odkrycia miała maksymalną jasność 17,00m.
Gwiazda przodek supernowej przed wybuchem miała masę rzędu 100 mas Słońca, była też milion razy jaśniejsza od Słońca. Nie była ona jednak na tyle dojrzała, by w jej wnętrzu powstało masywne żelazne jądro nuklearnego popiołu konieczne, by nastąpiła implozja prowadząca do wybuchu supernowej. Ponieważ ten obszar nieba był obserwowany w 1997 roku przez teleskop Hubble'a, jasność absolutną gwiazdy przodka oceniono na -10,3m. Oznacza to, że progenitor supernowej należał do gwiazd typu S Doradus (ang. Luminous Blue Variables).
Podczas swojej ewolucji gwiazdy tego typu odrzucają znaczną część swojej masy w postaci intensywnego wiatru gwiazdowego. Dopiero pod koniec tego procesu mogą wytworzyć duże żelazne jądro, a następnie w wyniku kolapsu jądra eksplodują jako supernowe. Identyfikacja progenitora supernowej pozwoliła stwierdzić, że przynajmniej w niektórych przypadkach masywne gwiazdy mogą eksplodować jeszcze zanim utracą większość otoczki wodorowej.
Możliwe jest także, że przodek supernowej SN 2005gl był w rzeczywistości układem podwójnym, który uległ złączeniu. To byłoby przyczyną reakcji jądrowych i powodowałoby, że gwiazda wyglądałaby na znacznie jaśniejszą i mniej zaawansowaną ewolucyjnie niż była
w rzeczywistości.
Dalsze obserwacje progenitora dowodzą, że jedynie nieznaczna część masy gwiazdy została odrzucona w wyniku eksplozji supernowej. Większość materii została wciągnięta do jądra, stając się najpewniej czarną dziurą o masie 10-15 M☉. Kolejne obserwacje prowadzone w 2007 roku przez teleskop Hubble'a jednoznacznie udowodniły, że nadzwyczaj jasna gwiazda zniknęła.